# Microfasciolites
Microfasciolites es un género de foraminífero bentónico normalmente considerado un subgénero de Fasciolites, es decir, Fasciolites (Microfasciolites), pero aceptado como sinónimo posterior de Alveolina de la familia Alveolinidae, de la superfamilia Alveolinoidea, del suborden Miliolina y del orden Miliolida. Su especie tipo es Oryzaria boscii. Su rango cronoestratigráfico abarca el Ilerdiense (Eoceno inferior).

## Clasificación
Microfasciolites incluía a las siguientes especies:
- Microfasciolites agerensis †, también considerado como Alveolina (Microfasciolites) agerensis y como Fasciolites agerensis
- Microfasciolites boscii †, también considerado como Fasciolites (Microfasciolites) boscii, y aceptado como Alveolina boscii